# Râul Valea Mare (Băile Herculane)
Râul Valea Mare este un curs de apă, afluent al râului Cerna. 

## Hărți
- Harta județului Caraș-Severin